# Луций Мамилий
Луций Мамилий (лат. Lucius Mamilius; ум. после 458 до н. э.) — диктатор Тускула в середине V века до н. э.
Вероятно, близкий родственник Октавия Мамилия, правителя Тускула в конце VI — начале V века до н. э.
Оказал римлянам вооруженную поддержку при подавлении выступления Аппия Гердония, захватившего в 460 до н. э. Капитолий. По сообщению Ливия, узнав о происходящем в Риме, он созвал сенат Тускула и призвал направить в Рим союзный отряд, не дожидаясь официальной просьбы о помощи. Тускуланский отряд прибыл в Рим и участвовал в штурме Капитолия. Это единственный известный случай, когда силы римских союзников применялись в самом Городе.
В следующем году римляне оказали ответную услугу тускуланцам, чей город внезапным ночным нападением захватили эквы.
В 358 до н. э. единогласным решением сената Луцию Мамилию было даровано римское гражданство. Согласно традиции, сохраненной Ливием, это произошло в самый день триумфа Цинцинната (13 сентября 358 до н. э.), вернувшегося после победы при Альгиде. Это был первый случай персонального предоставления гражданства иностранцу за заслуги перед римским государством. В последующей юридической практике он рассматривался как прецедент.